# Halffterobolbus laevistriatus
Halffterobolbus laevistriatus es una especie de coleóptero de la familia Geotrupidae.

## Distribución geográfica
Habita en Paraguay y en Argentina.